# Joi Lansing
Pour les articles homonymes, voir Lansing.
Joi Lansing, née Joy Rae Brown, le 6 avril 1929 à  Salt Lake City aux États-Unis est  une actrice, un mannequin et une chanteuse américaine. Elle est célèbre pour ses photos de pin-up, ses rôles de série B et son apparition remarquée en ouverture du film d'Orson Welles, La Soif du mal. Elle meurt d'un cancer du sein, le 7 août 1972, à Santa Monica  aux États-Unis.

## Filmographie
La filmographie de Joi Lansing, comprend une centaine de films, dont les suivants  : 

### Années 1940
- 1947 : When a Girl's Beautiful
- 1947 : Linda Be Good
- 1948 : The Counterfeiters (en)
- 1948 : Parade de printemps
- 1948 : La Belle imprudente
- 1948 : Blondie's Secret
- 1949 : Match d'amour
- 1949 : La Fille de Neptune
- 1949 : Vénus devant ses juges
- 1949 : Amour poste restante

### Années 1950
- 1951 : Sur la Riviera
- 1951 : Pier 23
- 1951 : FBI Girl (en)
- 1951 : Les Coulisses de Broadway
- 1952 : Chantons sous la pluie
- 1952 : La Veuve joyeuse
- 1954-1959 : General Electric Theater (série télévisée)
- 1954 : French Line
- 1955 : Le Fils de Sinbad
- 1955 : Finger Man
- 1956 : Hot Cars de Don McDougall
- 1956 : Hot Shots
- 1957 : Les clameurs se sont tues
- 1958 : La Soif du mal
- 1958 : Queen of Outer Space
- 1959 : Un trou dans la tête
- 1959 : Tout commença par un baiser
- 1959 : La Vie à belles dents
- 1959 : The Atomic Submarine (en)

### Années 1960
- 1960 : Qui était donc cette dame ?
- 1965 : Les Inséparables (Marriage on the Rocks) de Jack Donohue
- 1967 : Hillbillys in a Haunted House (en)

### Années 1970
- 1970 : Bigfoot (en)

## Source de la traduction
- (en) Cet article est partiellement ou en totalité issu de l’article de Wikipédia en anglais intitulé « Joi Lansing » (voir la liste des auteurs).